# Nynetjer
Nynetjer (ou Ninetjer), est le troisième roi de la IIe dynastie pendant la période thinite. Il succède à Nebrê. Manéthon l'appelle Binôthris et lui compte quarante-sept ans de règne.

## Attestations

### Attestations contemporaines
Le roi est attesté par un certain nombre de documents contemporains :
- des empreintes de sceaux comportant le nom d'Horus du roi :
  - une empreinte de sceau découvert dans la tombe de Khâsekhemouy à Abydos,
  - des empreintes de sceaux provenant du cimetière de l'élite à Saqqarah-Nord, plus particulièrement dans les mastabas S2171, S2302, S2498 et 3009[1],
  - une empreinte de sceau dans la tombe 505 H.4 dans la nécropole d'Helwan[1],
  - cinq empreintes de sceaux dans un mastaba près de Gizeh[1],
  - des empreintes de sceaux provenant de la tombe du roi à Saqqarah[1],
- des éléments de vaisselle en pierre :
  - deux inscriptions de Nesout-bity Nynetjer-Nebty découvert dans la tombe de Péribsen à Abydos, dont l'une avec le serekh de Nebrê[2],
  - près de dix-sept inscriptions découvertes dans les galeries-magasins sous la pyramide de Djéser[3],[4],[5],
    - trois d'entre elles (nos 74, 77 et 78 de Lacau et Lauer) comportent le serekh du roi ; le no 74, qui inclut également le nom d'Hotepsekhemouy à gauche du serekh de Nynetjer, est clairement une usurpation car ce serekh est surchargé sur un nom effacé avec soin,
    - treize d'entre elles (nos 63 à 73 et 75-76 de Lacau et Lauer) comporte les titres et le nom Nesout-bity Nynetjer-Nebty ; le no 74 inclut également le nom de Nebrê,
    - l'une d'entre elles (no 98 de Lacau et Lauer) comporte le nom d'Or (précurseur du nom d'Horus d'or[6]) du roi Ren-Nebou,

  - près de neuf inscriptions sont quant à elles de provenance inconnue, certains incluant le serekh du roi, d'autres les titres et le nom Nesout-bity Nynetjer-Nebty,
- une statuette en travertin du roi, figuré assis sur son trône et portant la robe de la fête-Sed et la couronne blanche hedjet (Rijksmuseum van Oudheden, Leyde, F 2014/6.1)[7],
- la statuette du prêtre Hotepdief sur laquelle se trouvent côte à côte les serekh d'Hotepsekhemouy, Nebrê et Nynetjer[5],
- une inscription rupestre près d'Abou Handal en Basse-Nubie ; l'inscription ne présente qu'un signe « n » à l'intérieur du serekh du roi, mais avec le signe « nṯr » pour « Dieu » placé au-dessus du serekh, dans la position normalement occupée par le faucon d'Horus ; par conséquent, le nom de Nynetjer est rendu par « Le Dieu N ».[8].

Cependant, la datation de certaines inscriptions, en particulier celles à l'encre noire, a posé quelques problèmes. Des archéologues comme Ilona Regulski soulignent que les inscriptions à l'encre sont un peu plus tardives que les sceaux et les inscriptions gravées sur la pierre. Elle date les marques à l'encre des règnes des rois tels que Khâsekhemouy et Djéser et suppose que les artefacts proviennent d'Abydos. En fait, des vases en travertin et des pots en terre avec des inscriptions à l'encre noire au dessin très similaire montrant le nom de Nynetjer ont été trouvés dans la tombe de Péribsen,.
Il est à noter que certaines inscriptions découvertes à Bouto, en Basse-Égypte, nomment certains hauts fonctionnaires du règne, à savoir Iienkhnoum and Renouty.

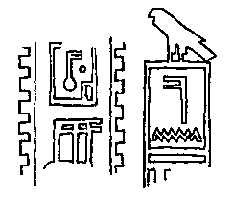
Fac-similé d'une empreinte de sceau de l'Horus Nynetjer.
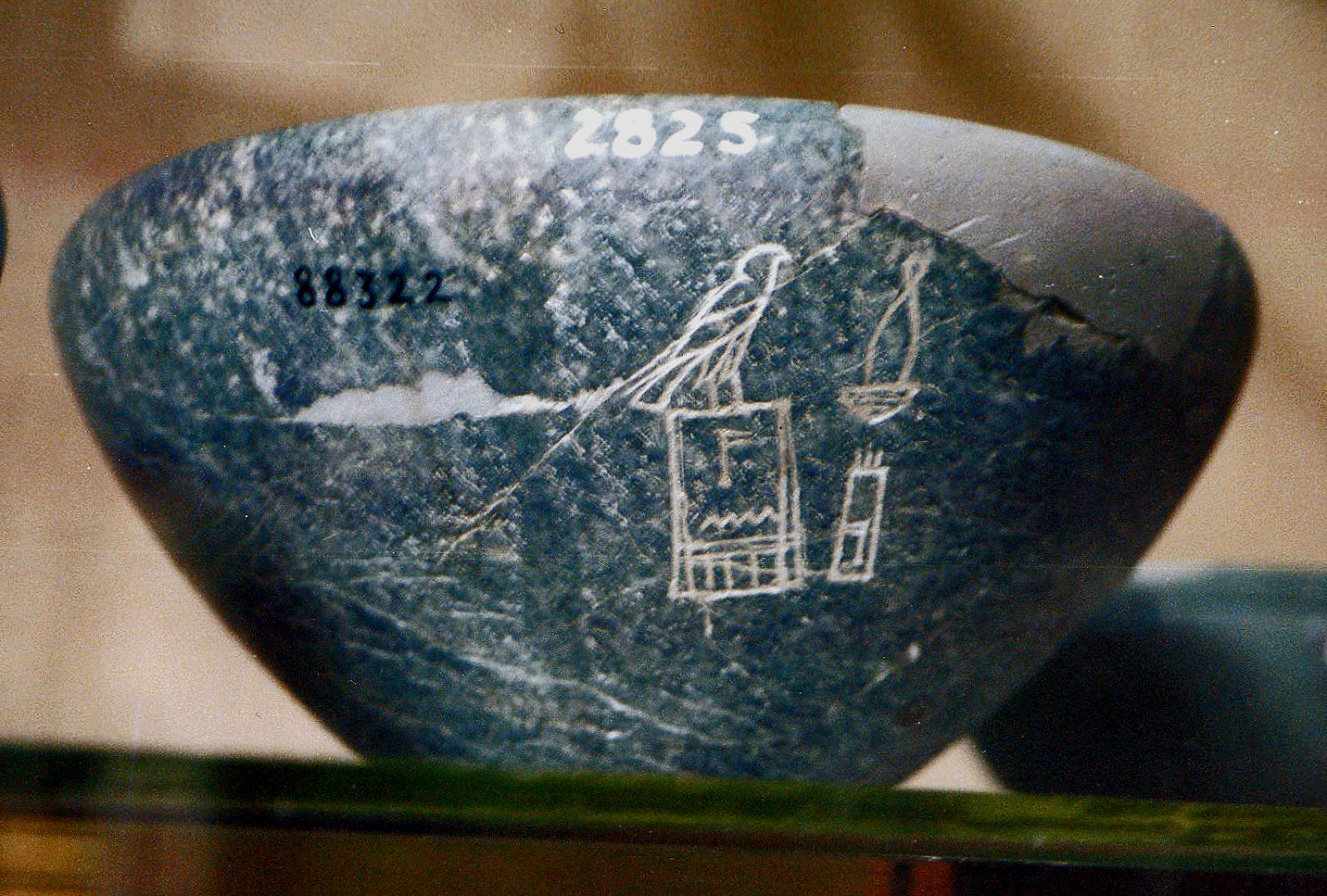
Bol en diorite gris (no 78 de Lacau et Lauer), découvert dans l'une des galeries sous la pyramide de Djéser à Saqqarah - Musée égyptien du Caire (JE 88322)[11],[12].
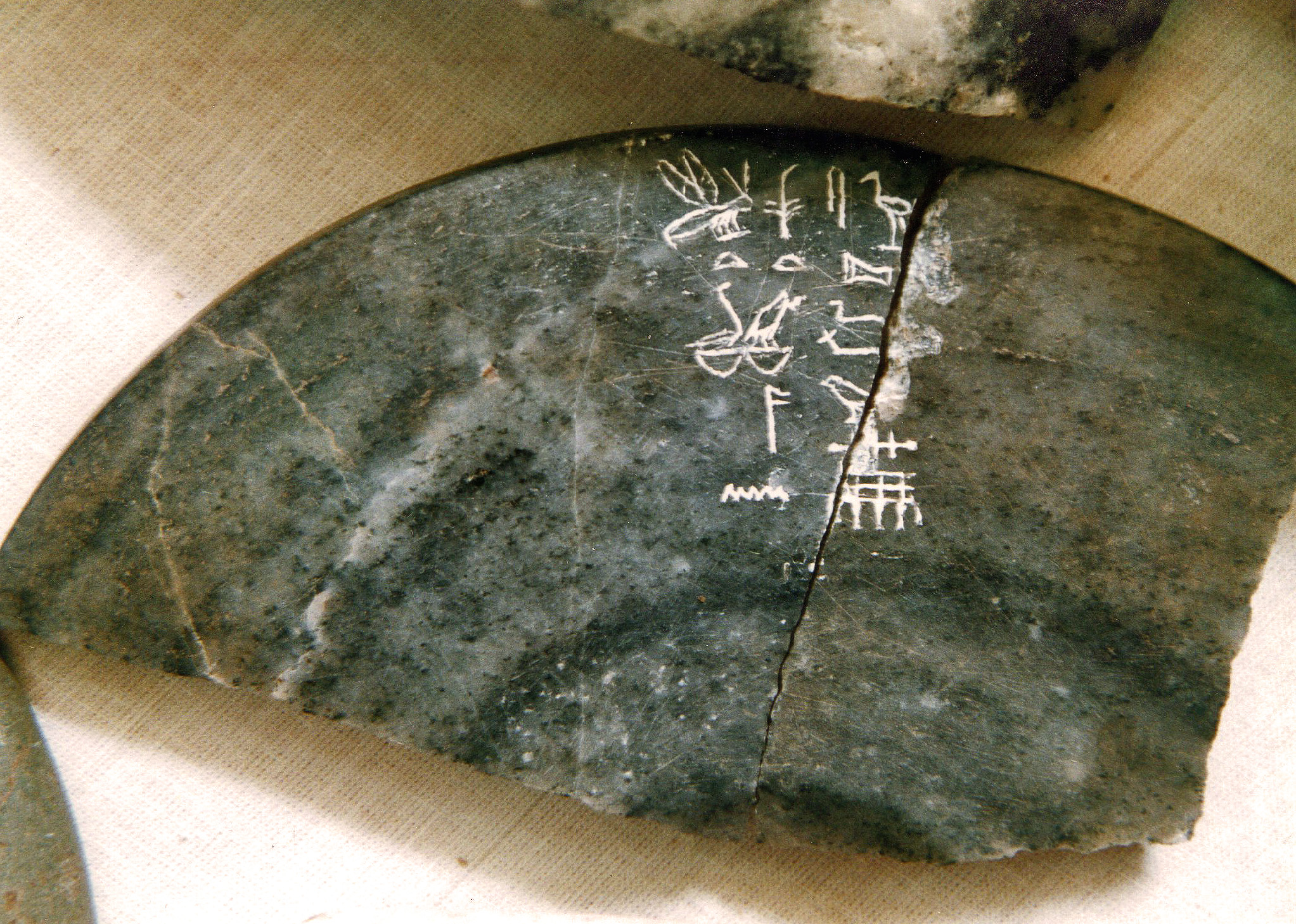
Fragment de vase en diorite (no 67 de Lacau et Lauer) découvert dans l'une des galeries sous la pyramide de Djéser à Saqqarah et mentionnant la déesse Bastet - Musée égyptien du Caire (JE 55265)[13],[14].
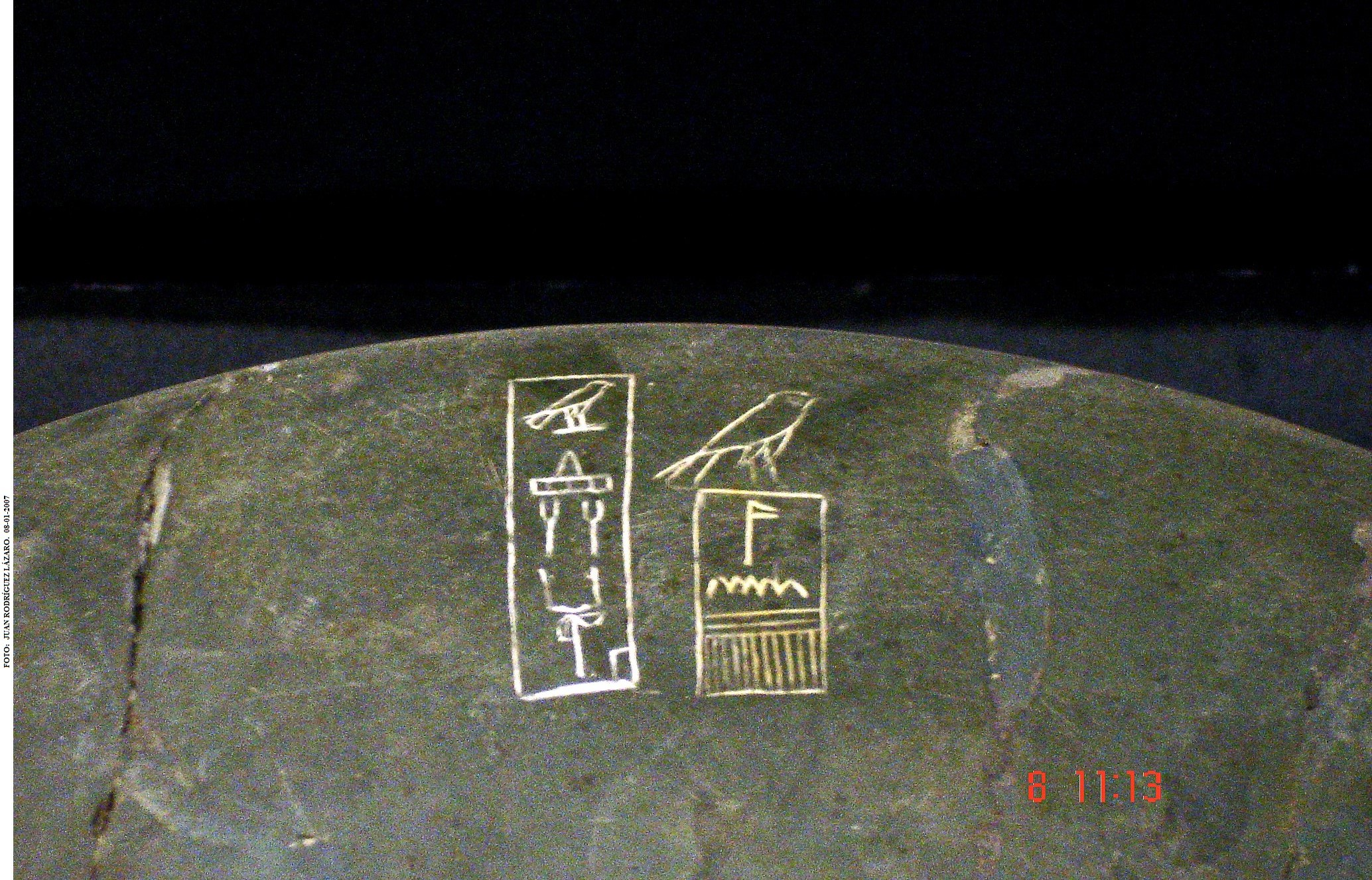
Bol en schiste vert foncé (no 74 de Lacau et Lauer) usurpé par Nynetjer (qui a surchargé son nom dans le serekh sur celui d'un autre roi) et où le nom d'Hotepsekhemouy apparait encore à gauche[15],[16].
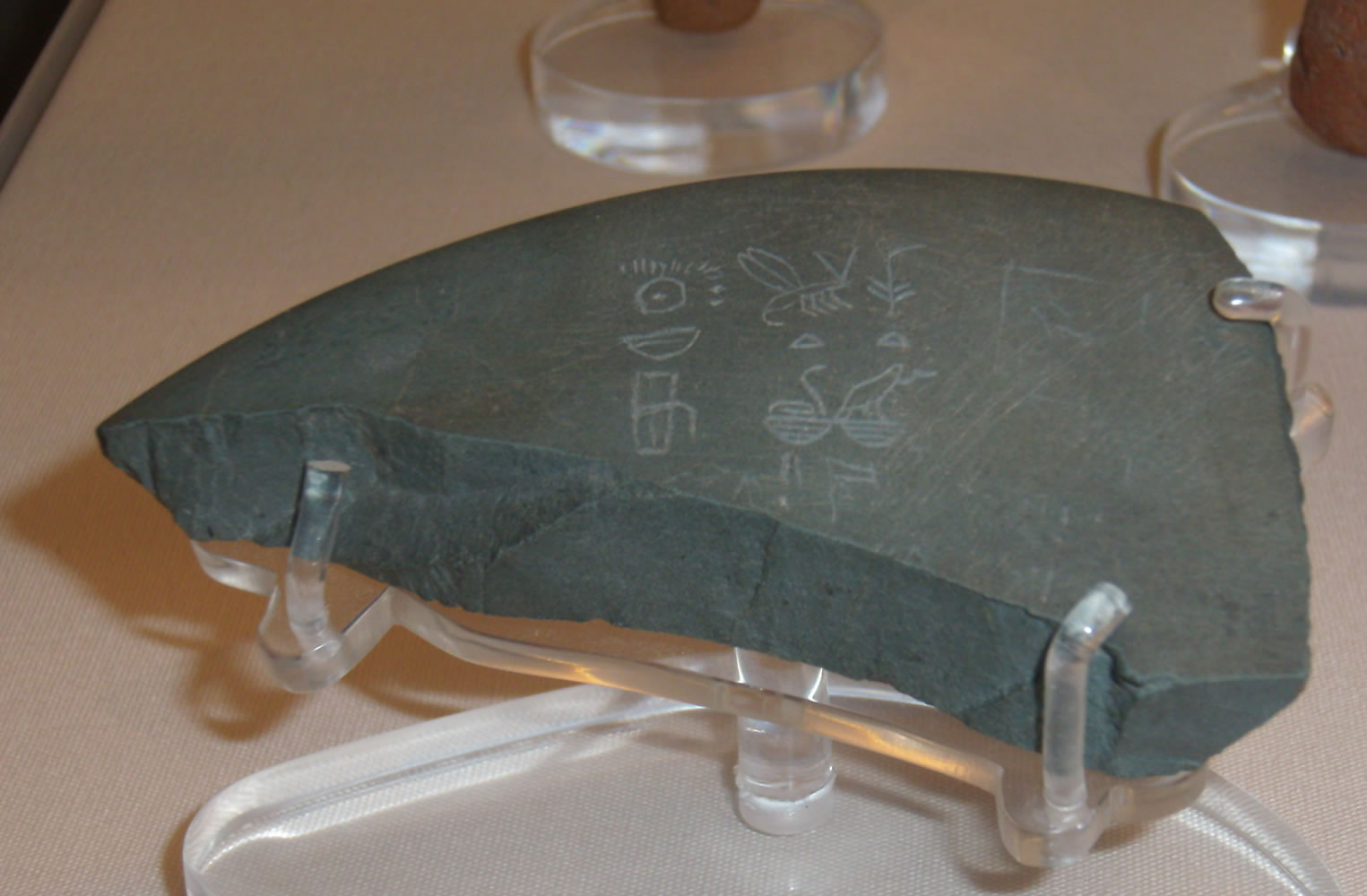
Fragment du vase provenant de la tombe de Péribsen à Abydos et comportant le serekh de Nebrê - British Museum (BM EA 35556).
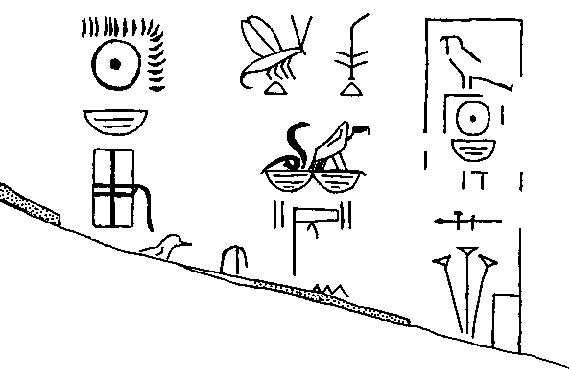
Fac-similé du fragment de vase provenant de la tombe de Péribsen à Abydos et comportant le serekh de Nebrê - British Museum (BM EA 35556).
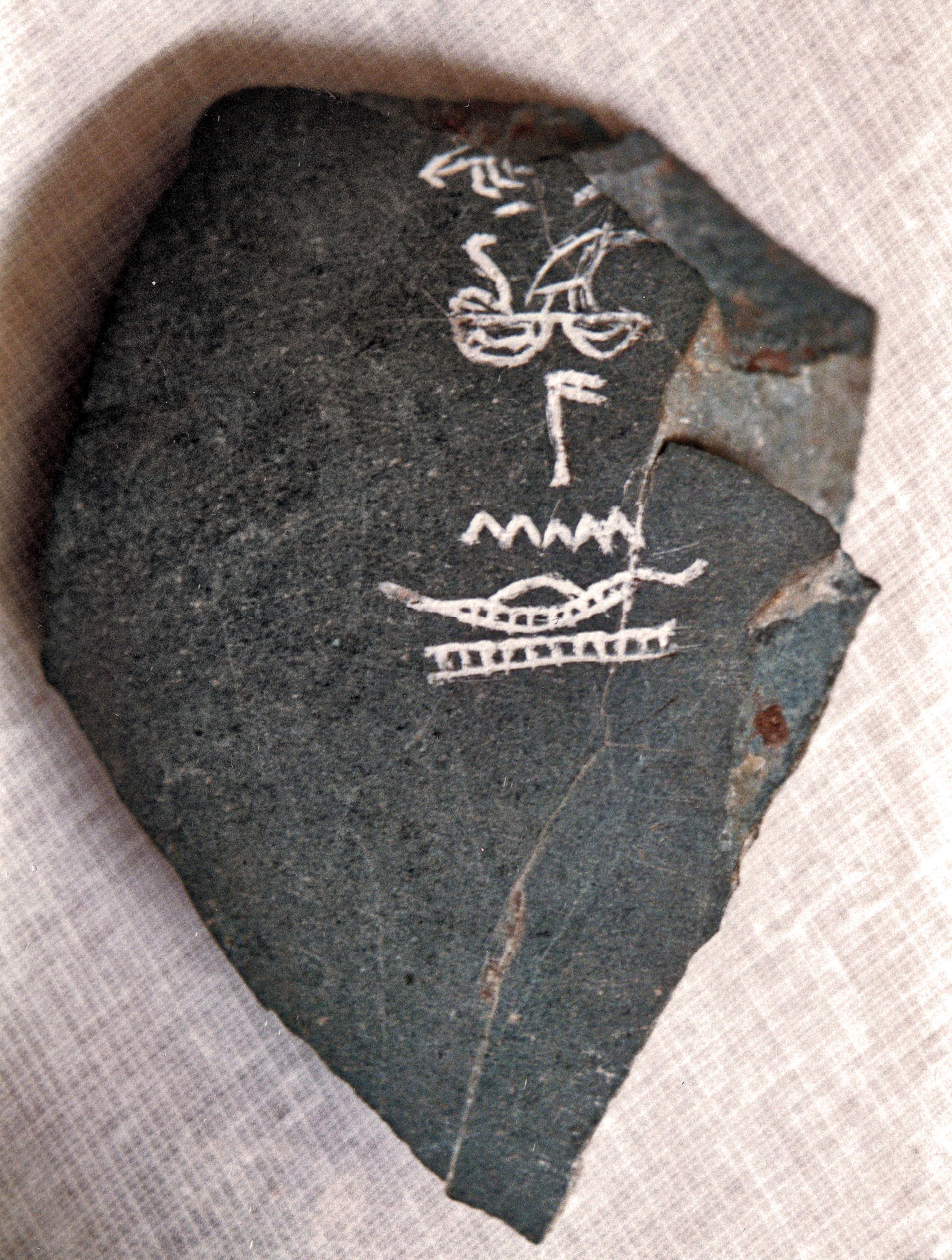
Fragment du second vase provenant de la tombe de Péribsen à Abydos - Musée égyptien du Caire[17].
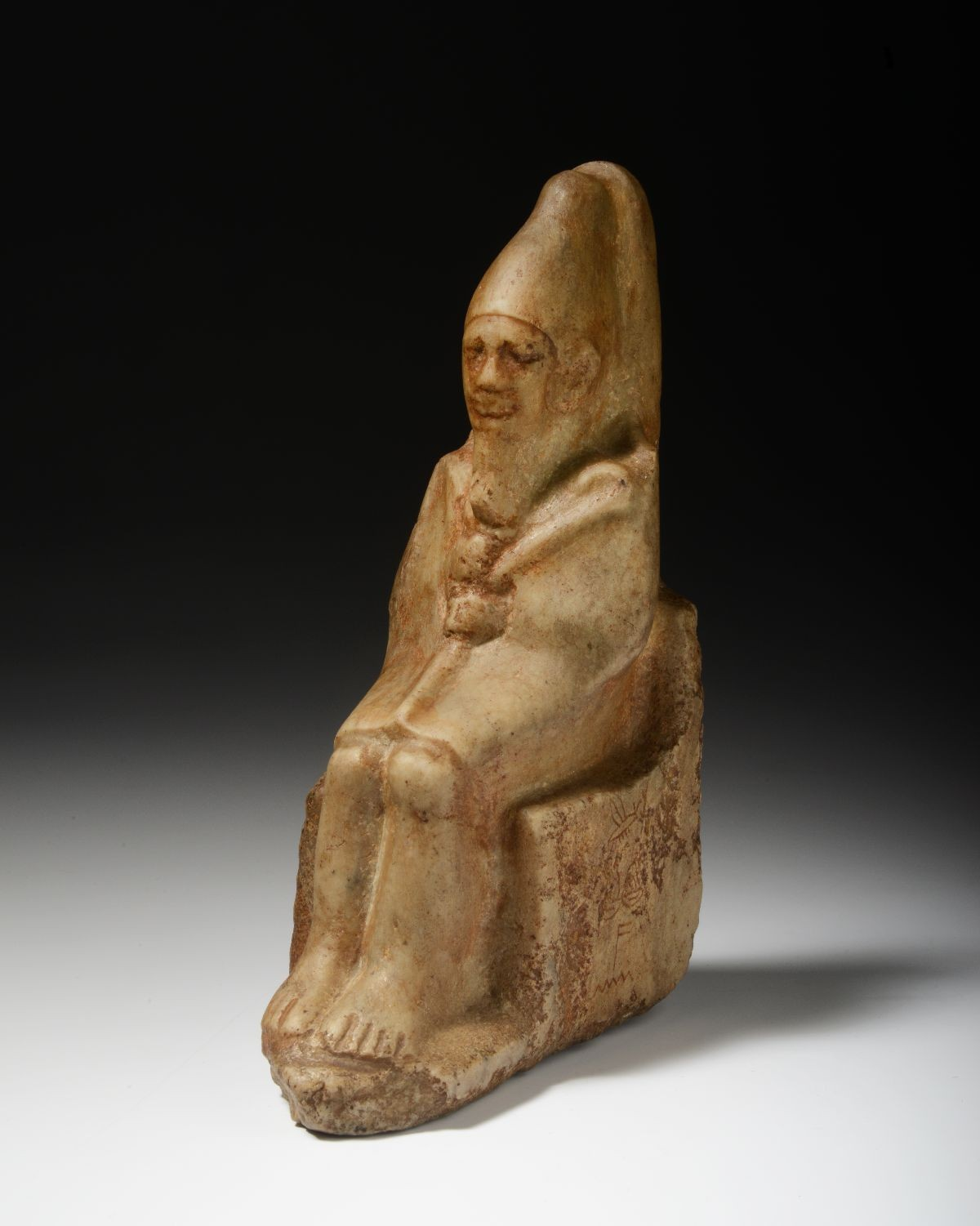
Statuette en travertin de Nynetjer - Rijksmuseum van Oudheden, Leyde (F 2014/6.1).
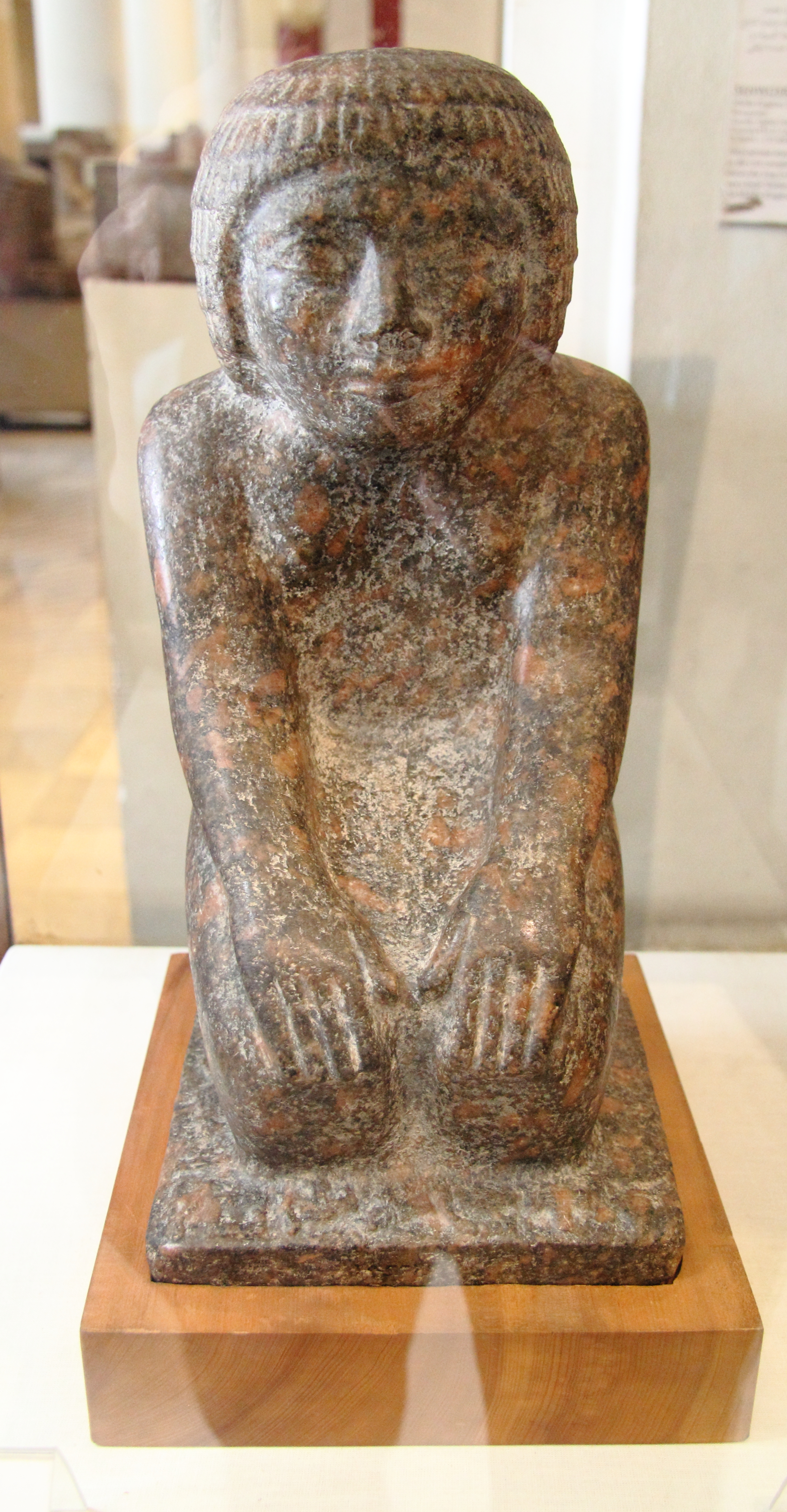
Face avant de la statuette du prêtre Hotepdief - Musée égyptien du Caire (JE 34557).
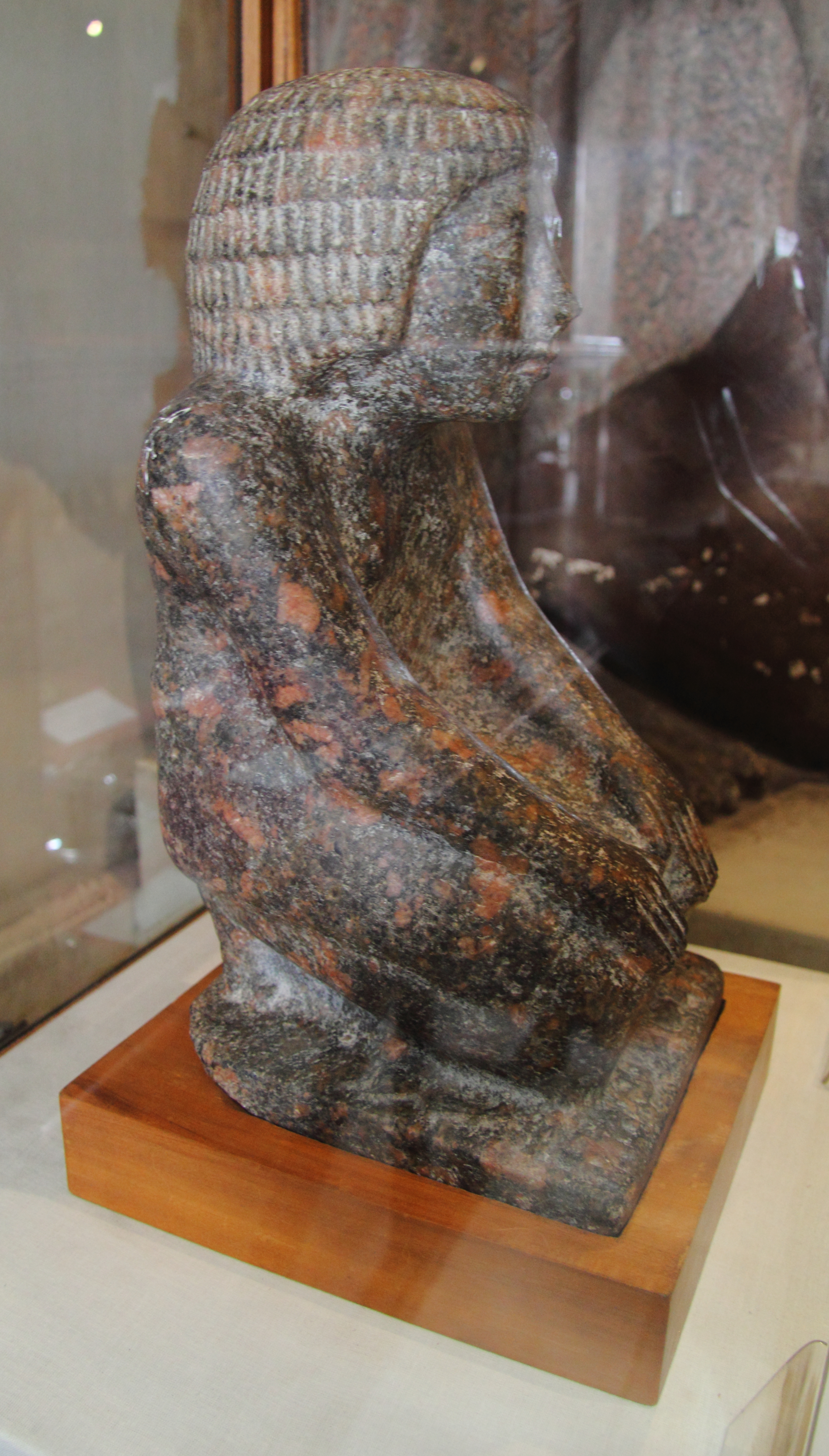
Côté droit de la statuette du prêtre Hotepdief.
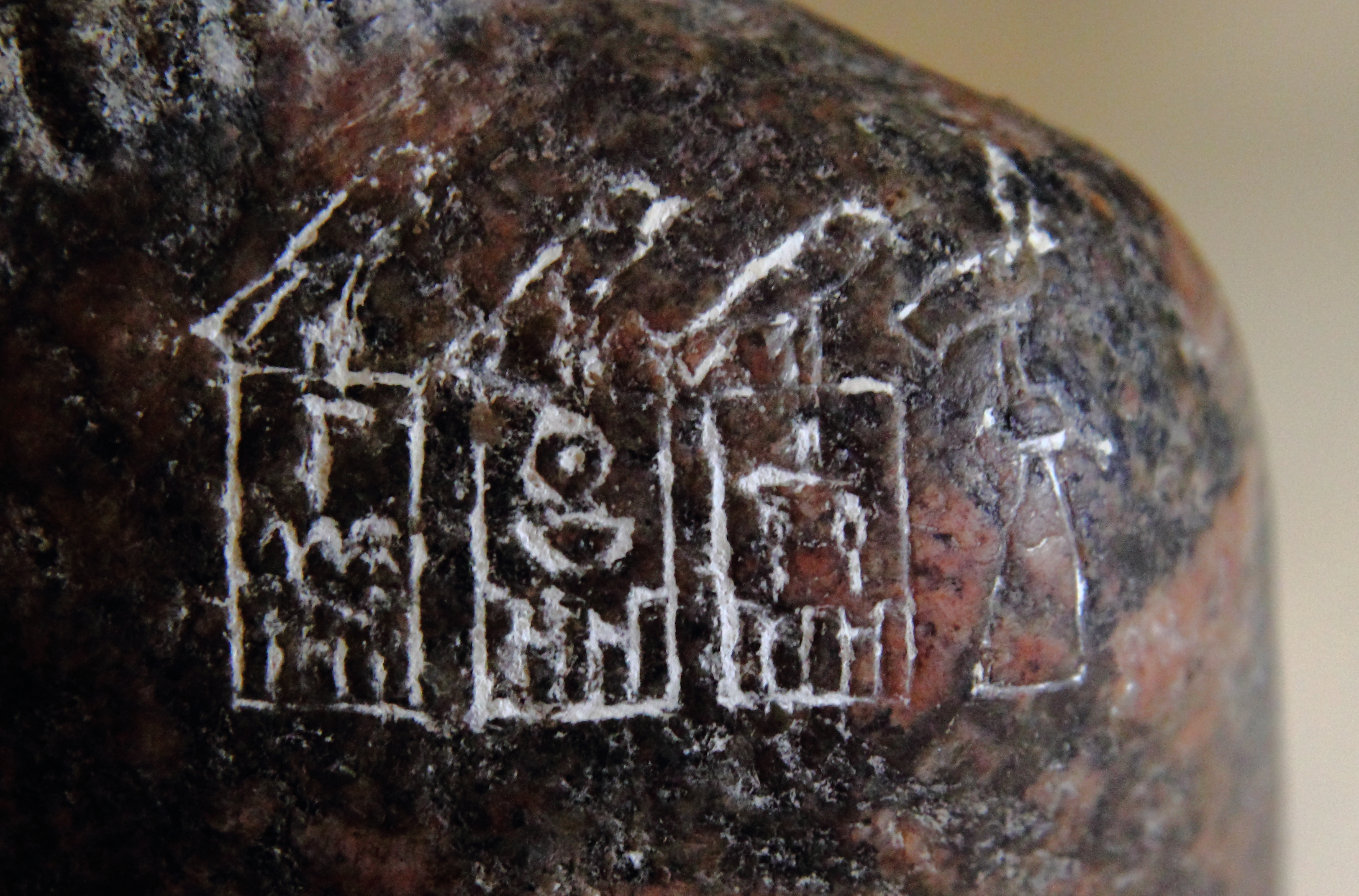
Gros plan sur l'arrière de l'épaule de la statuette du prêtre Hotepdief avec, de droite à gauche, les serekhs d'Hotepsekhemouy, Nebrê et Nynetjer.

### Attestations ultérieures
Le roi est mentionné au début du quatrième registre du recto de la pierre de Palerme, d'une part sur le fragment de Palerme mais aussi peut-être sur le fragment no 1 du Caire, bien que l'état de ce dernier ne permet pas d'entre être certain, ; les années inscrites sur le fragment de Palerme vont du 3e au 10e recensement, ce qui correspond de la 5e/6e année à la 19e/20e année de règne si le recensement était biannuel. Les informations inscrites sont les suivantes, :
- fragment de Palerme[22] :
  - « Suivants d'Horus ; [troisième recensement (du cheptel)] ; ... » (Šms-Ḥr ; [zp 3 ṯnwt] ; ...),
  - « Apparition du roi en tant que nésout ; « étirement des cordes » (du bâtiment) Bouche d'Horus ; trois coudées quatre paumes deux doigts » (ḫˁ(t)-nsw.t ; pḏ-šs r-n-Ḥr ; mḥ 3 šsp 4 ḏbˁ.wy),
  - « Suivants d'Horus ; quatrième recensement (du cheptel) ; quatre coudées deux doigts » (Šms-Ḥr ; zp 4 ṯnwt ; mḥ 4 ḏbˁ.wy),
  - « Apparition du roi de Basse et Haute-Égypte ; course du taureau le fils de la vie (Apis) ; quatre coudées une paume deux doigts » (ḫˁ(t)-nsw.t-bjty ; pḥrr zȝ-ˁnḫ ; mḥ 4 šsp 1 ḏbˁ.wy),
  - « Suivants d'Horus ; cinquième recensement (du cheptel) ; quatre coudées quatre paumes » (Šms-Ḥr ; zp 5 ṯnwt ; mḥ 4 šsp 4),
  - « Apparition du roi en tant que bity ; deuxième fête de Sokar (?) ; trois coudées quatre paumes deux doigts » (ḫˁ(t)-bity ; zp 2 ḥb-Skr (?) ; mḥ 3 šsp 4 ḏbˁ.wy),
  - « Suivants d'Horus ; sixième recensement (du cheptel) ; quatre coudées trois doigts » (Šms-Ḥr ; zp 6 ṯnwt ; mḥ 4 ḏbˁ.w),
  - « Première célébration de Hor-seba-pet (Horus l'étoile dans le ciel) ; destruction des villes Shemrâ (Le soleil est venu) et Ha (La ville du nord) ; quatre coudées trois doigts » (zp tpj dwȝ-Ḥr-pt ; ḫbs Šm-rˁ ḫbs Ḥȝ ; mḥ 4 ḏbˁ.w),
  - « Suivants d'Horus ; septième recensement (du cheptel) ; une coudée » (Šms-Ḥr ; zp 7 ṯnwt ; mḥ 1),
  - « Apparition du roi en tant que bity ; deuxième course du taueau Apis ; trois coudées quatre paumes trois doigts » (ḫˁ(t)-bity ; zp 2 pḥrr Ḥpw ; mḥ 3 šsp 4 ḏbˁ.w),
  - « Suivants d'Horus ; huitième recensement (du cheptel) ; trois coudées cinq paumes deux doigts » (Šms-Ḥr ; zp 8 ṯnwt ; mḥ 3 šsp 5 ḏbˁ.wy),
  - « Apparition du roi en tant que bity ; troisième fête de Sokar (?) ; deux coudées deux doigts » (ḫˁ(t)-bity ; zp 3 ḥb-Skr (?) ; mḥ 2 ḏbˁ.wy),
  - « Suivants d'Horus ; neuvième recensement (du cheptel) ; deux coudées deux doigts » (Šms-Ḥr ; zp 9 ṯnwt ; mḥ 2 ḏbˁ.wy),
  - « Apparition du roi en tant que bity ; offrande (?) (à) Nekhbet ; fête-Djet ; trois coudées » (ḫˁ(t)-bity ; mȝˁ(?) Nḫb.t ; ḥb-ḏt (?) ; mḥ 3),
  - « Suivants d'Horus ; dixième [recensement (du cheptel)] ; ... » (Šms-Ḥr ; zp 10 [ṯnwt] ; ...),
- fragment I du Caire (il est à noter que, selon les chercheurs, ce sont les trois ou les neuf premières années de ce fragment qui sont attribuables à Nynetjer)[23] :
  - « Apparition du roi de Basse et Haute-Égypte ; création (d'une statue) d'Anubis ; ... » (ḫˁ(t)-nsw.t-bity ; mst Jnpw ; ...),
  - « ... ; création (d'un bâtiment) ...-Seth ; ... » (... ; [ms]t ...-Stẖ ; ...),
  - « ... domaine (?) de Seth ; ... » (... ḥw.t (?) Stẖ ; ...),
  - « ... ; quatre (?) [coudées] deux (?) [paumes] » (... ; [mḥ] 4 (?) [šsp] 2 (?)),

Le troisième roi de la IIe dynastie est présent sur les listes royales ramessides sous un nom différent, le nom écrit étant corrompu par le temps :
- la liste royale d'Abydos, datée du règne de Séthi Ier (XIXe dynastie), dans laquelle le nom de Banynetjer est inscrit à la onzième position[24],
- le canon royal de Turin, daté de la XIXe dynastie, dans lequel le nom de ...Netjeren est inscrit à la vingt-deuxième position de la troisième colonne ; le papyrus lui compte une vie de quatre-vingt-quinze ans[24],
- la table de Saqqarah, datée du règne de Ramsès II (XIXe dynastie), dans laquelle le nom de Banetjerou est inscrit à la cinquième position[24].

Concernant les listes manéthoniennes, le troisième roi de la dynastie selon Africanus est nommé Binôthris et aurait régné quarante-sept ans.

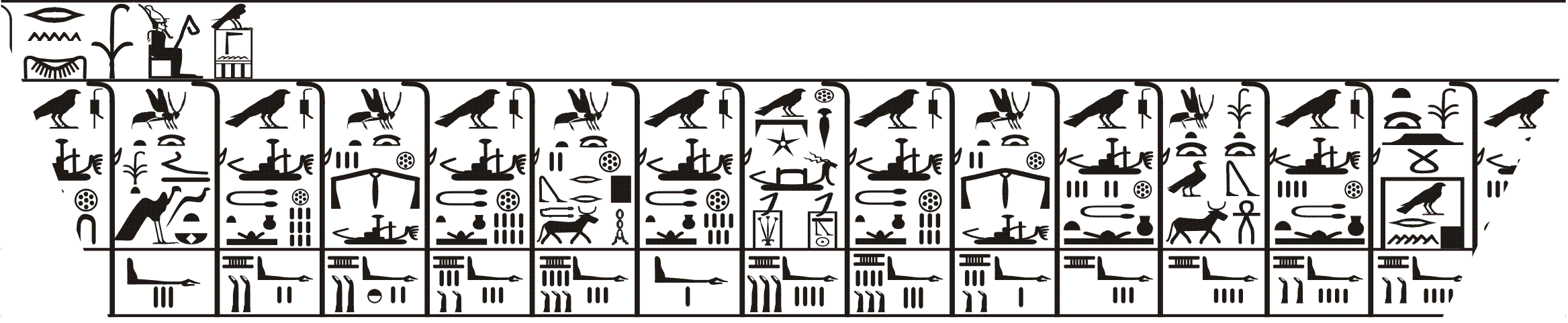
Années de Nynetjer sur la pierre de Palerme.
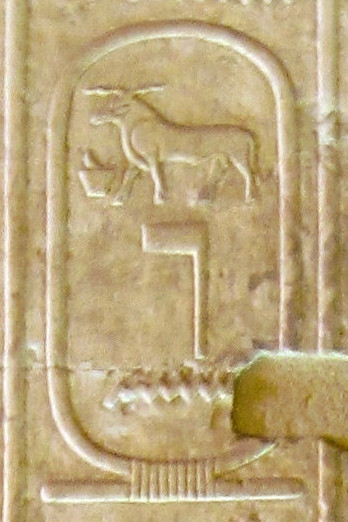
Cartouche de Banynetjer dans la liste d'Abydos.
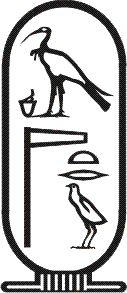
Cartouche de Banetjerou dans la table de Saqqarah.

## Règne
La longueur exacte du règne est inconnue, mais elle est estimée autour d'une quarantaine d'années selon les reconstitutions de la pierre de Palerme, ce qui est un peu inférieur à la durée de règne proposée par Manéthon de Sebennytos qui donnait une durée de quarante-sept ans.
La plupart des informations connues sur le règne de Nynetjer se trouvent sur les principaux fragments de la Pierre de Palerme de la IIe dynastie. Deux informations sont données ailleurs que par la pierre de Palerme ; en effet, deux vases découverts dans les galeries sous la pramide de Djéser mentionnent des informations sans règne associé mais que Toby Wilkinson associe au règne de Nynetjer, :
- une quatrième fête de Sokar est mentionnée sur un vase de travertin ; selon les données de la pierre de Palerme, cette fête se déroule tous les six ans, ce qui ferait de la célébration de cette quatrième fête l'évènement de la 22e ou 23e année,
- un 17e recensement des bovins est mentionnée sur un autre vase de travertin ; selon les données de la pierre de Palerme, cette fête se déroule tous les deux ans, ce qui ferait de ce 17e recensement l'évènement de la 33e ou 34e année.

Manéthon, plus de 2 000 ans plus tard, disait que, pendant le règne de Binôthris, les femmes avaient le droit d'acquérir la dignité royale, ce qui signifie que les femmes pouvaient régner comme un roi. Des égyptologues tels que Walter Bryan Emery supposent que cette référence était une nécrologie aux reines Merneith et Neith-Hotep du début de la Ire dynastie, toutes deux étant censées avoir occupé le trône égyptien pendant plusieurs années car leurs fils étaient trop jeunes pour gouverner. Pendant le règne de Nynetjer, l'événement annuel Escorte d'Horus a été complété par un événement appelé recensement des bovins qui était de la plus haute importance économique pour le royaume égyptien, car c'était la mise en œuvre officielle des collectes annuelles des impôts. Cette nouvelle source de revenus de l'État a été dorénavant maintenue. L'événement Escorte d'Horus a, quant à lui, été abandonné au début de la IIIe dynastie.
La fin de règne du roi est peut-être trouble : en effet, Nynetjer est peut-être le dernier roi du début de la IIe dynastie à avoir régné sur un pays unifié, laissant un pays divisé mais en paix (tout du moins au début comme le montrerait la tombe de Shery située à Saqqarah, ce dernier étant prêtre des cultes funéraires de Séned et Péribsen, ce dernier ayant pourtant régné uniquement au sud de l'Égypte) et ce jusqu'au règne de Khâsekhemouy qui aurait réunifié le pays par les armes.

## Sépulture
Le mastaba S2302 du haut dignitaire Rouaben était autrefois considéré comme le tombeau de Nynetjer, jusqu'à ce que l'on trouve le véritable site funéraire du roi. Les premières interprétations erronées étaient causées par la grande quantité de sceaux d'argile portant le serekh de Nynetjer qui ont été trouvés dans le mastaba de Rouaben. En réalité, le mastaba S2302 appartient à Rouaben qui a occupé son poste pendant le règne de Nynetjer.
La tombe de Nynetjer, composée de grandes galeries, se trouve sous la chaussée de la pyramide d'Ounas à Saqqarah et mesure 94 × 106 mètres. La rampe d'accès mène à vingt-cinq mètres de profondeur dans trois galeries en direction est-ouest, s'étendant dans un système labyrinthique d'entrées, de vestibules et de couloirs. Le Deutsches Archäologisches Institut (DAI) a réalisé cinq fouilles et a découvert que la tombe de Nynetjer présente de grandes similitudes architecturales avec la tombe de la galerie A, qui serait le site funéraire d'Hotepsekhemouy. Cela a conduit le DAI à la conclusion que Nynetjer s'inspirait de la tombe de son prédécesseur. Cinquante-six couteaux en silex, quarante-quatre rasoirs, quarante-quatre autres lames et des jarres pots à vin et à bière ont été trouvés. La galerie sud était presque intacte et contenait beaucoup d'objets royaux de la vie de Nynetjer, tels que plus de cinquante pots à vin scellés, des filets de transport, des boîtes de rangement en bois et des bouteilles en albâtre décorées. Certaines des jarres à vin proviennent des tombes de la fin de la Ire dynastie. Dans une autre galerie, le masque de la momie et le cercueil d'une femme de l'époque ramesside ont été retrouvés. La tombe de Nynetjer a donc été partiellement réutilisée par la suite. La chambre funéraire principale était située à l'extrémité sud-ouest de la tombe, mais l'ensemble du site est très instable et risque de s'effondrer,,,. 
À la suite de ces fouilles du DAI, un ouvrage de synthèse a été publié en 2014.